# Kármán Gizi
Kármán Gizi, 1918-ig Klein Gizella (Moson, 1896. június 27. – Budapest, 1967. január 16.) opera-énekesnő.

## Életútja
Klein Vilmos (1866–1936) rőfös kereskedő és Fleischner Józsa gyermekeként született. A Veres Pálné-utcai leánygimnáziumban érettségizett, azután a Fodor Zeneiskolát látogatta, végül a Zeneművészeti Főiskolára ment, ahol 1920-ban opera-énekesnői diplomát kapott. 1921 szeptemberétől a Városi Színház tagja volt. Itt lépett fel először a Bizet Carmenjének Micaëla szerepében. Magyarország majdnem minden nagyobb városában vendégszerepelt. 1919. január 18-án házasságot kötött Fürst Ernő bankhivatalnokkal. 1926-ban elváltak. 1931. szeptember 26-án Budapesten, az Erzsébetvárosban házasságot kötött Pór Ernő kereskedővel és bankhivatalnokkal, a Vörös Őrség főparancsnokának korábbi titkárával, akitől 1937-ben elvált. 1938. december 24-én áttért a római katolikus vallásra.
A Kozma utcai izraelita temetőben nyugszik.

## Főbb szerepei
- Georges Bizet: Carmen – Frasquita; Micaëla
- Giuseppe Verdi: Traviata – Annina
- Giuseppe Verdi: A trubadúr –  Inez
- Charles Gounod: Faust – Siebel
- Giuseppe Verdi: Rigoletto – Ceprano grófné
- Eugen d'Albert: A hegyek alján – Nuri
- Carl Maria von Weber: A bűvös vadász – Első nyoszolyólány
- Engelbert Humperdinck: Jancsi és Juliska – Boszorkány; Ébresztő tündér
- Jules Massenet: Manon – Javotte
- Goldmark Károly: Sába királynője – Asztarót
- Giacomo Puccini: Pillangókisasszony – Cso-cso-szán
- Bedřich Smetana: Az eladott menyasszony – Esmeralda, táncosnő